# Dobré služby
Dobré služby (angl. good office) jsou jedním z mírových způsobů řešení mezinárodních sporů. Lze je využít tehdy, selžou-li pokusy o přímá jednání mezi spornými stranami – kterákoli z nich může o požádat libovolný nezúčastněný stát či mezinárodní organizaci o poskytnutí dobrých služeb, stejně tak mohou být třetí stranou předem nabídnuty. Nejde však o zprostředkování (mediaci), protože ten, kdo dobré služby poskytuje, se samotného jednání neúčastní, pouze se snaží dovést strany sporu k jednání, předává jim vzájemná stanoviska a poskytuje jim další potřebnou pomoc, aby jednání bylo úspěšné. Začínají tehdy, když je obě strany přijmou, a končí v okamžiku, kdy je spor zažehnán, případně když se zjistí, že k úspěchu nevedou. Z hlediska mezinárodního práva je poskytování dobrých služeb kodifikováno v haagské Úmluvě o smírném vyřizování mezinárodních sporů z roku 1907.